# Geely GX2
Geely GX2 (Geely Panda Cross, LC Cross або Gleagle GX2) — компактний міський кросовер побудований на базі Geely Panda, але відчутно відрізняється від свого «донора».

## Опис

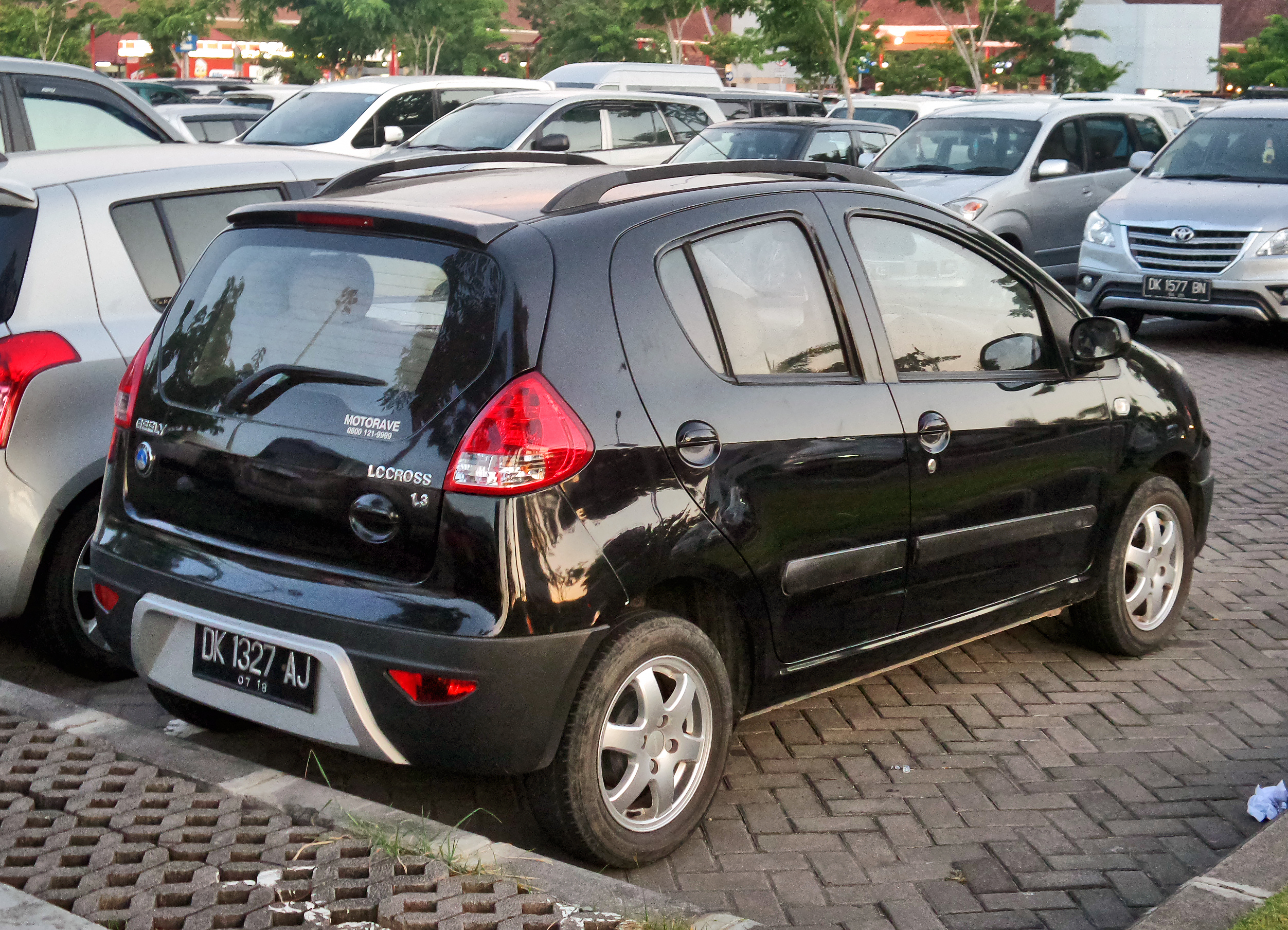

При рівній довжині колісної бази компактний кросовер Panda Cross довший, ширший і вищий від Geely Panda. Дорожній просвіт при повному завантаженні становить 120 мм. Відмінності між двома автомобілями спостерігаються і в дизайні екстер'єру. Дизайнери Geely змінили радіаторну решітку, форму фар, поміняли бампери і надали автомобілю більш м'язистий вигляд.
Про високий рівень безпеки фахівці Geely також подбали. У комплектації Impress компактний кросовер оснащується шістьма подушками безпеки, системами ABS, EBD і травмобезпечною рульовою колонкою.

## Двигун
| Модель     | Тип    | Об'єм    | Циліндри/Клапани | Потужність             | Крутний момент        | Роки випуску |
| ---------- | ------ | -------- | ---------------- | ---------------------- | --------------------- | ------------ |
| Бензиновий |        |          |                  |                        |                       |              |
| 1.3        | MR479Q | 1342 см³ | Р4/16V           | 84 к.с. при 6000 об/хв | 110 Нм при 5200 об/хв | з 2008       |